# Stéphanie Bodet
Stéphanie Bodet (Limoges, 14 de marzo de 1976) es una deportista francesa que compitió en escalada, especialista en la prueba de dificultad.
Ganó dos medallas en el Campeonato Europeo de Escalada, plata en 2000 y bronce en 1996.

## Palmarés internacional
| Campeonato Europeo | Campeonato Europeo | Campeonato Europeo | Campeonato Europeo |
| Año                | Lugar              | Medalla            | Prueba             |
| ------------------ | ------------------ | ------------------ | ------------------ |
| 1996               | París (Francia)    | Medalla de bronce  | Dificultad         |
| 2000               | Múnich (Alemania)  | Medalla de plata   | Dificultad         |